# مترو وهران
مترو وهران هو مشروع إنشاء شبكة متروا أنفاق بمدينة وهران انطلقت الدراسة الخاصة به في سبتمبر  2011 وتستمر 24 شهراً تنتهي أوآخر سنة 2013 وهي نفس الفترة التي يتم فيها تسلم الملفات التي تتعلق بالمشروع.
تمتد شبكة مترو وهران على مسافة 19.3 كيلومتر تتخللها 20 محطة.